# Old Domestic Building (Keevagh) SAC
Old Domestic Building (Keevagh) SAC este o arie protejată (arie specială de conservare — SAC, sit de importanță comunitară — SCI) din Irlanda întinsă pe o suprafață de 0,01 ha, integral pe uscat.

## Localizare
Centrul sitului Old Domestic Building (Keevagh) SAC este situat la coordonatele 52°49′54″N 8°53′19″W / 52.831803°N 8.888554°V.

## Înființare
Situl Old Domestic Building (Keevagh) SAC a fost declarat sit de importanță comunitară în mai 1998 pentru a proteja un număr necunoscut de specii din flora spontană și fauna sălbatică aflate în arealul zonei. Situl a fost protejat și ca arie specială de conservare în februarie 2016.

## Biodiversitate
Situată în ecoregiunea atlantică, aria protejată nu include niciun habitat protejat.
La baza desemnării sitului se află un număr nedeclarat de specii protejate.